# Sergentomyia darlingi
Sergentomyia darlingi är en tvåvingeart som först beskrevs av Lewis och Kirk 1954.  Sergentomyia darlingi ingår i släktet Sergentomyia och familjen fjärilsmyggor. Inga underarter finns listade i Catalogue of Life.